# Alan Iglitzin
Alan Iglitzin (nascut el 1931 a Harlem) és un violista i organitzador de concerts nord-americà.

## Vida i obra
Fill d'un emigrant rus-jueu, va aprendre el violí als sis anys; Va completar la seva formació musical a la "New York Performing Arts High School" i la Universitat de Long Island després d'estudiar química analítica amb l'objectiu de fer-se càrrec de la farmàcia del seu pare fracassat. Després d'estudis posteriors a l'Hunter College i una llicenciatura a la Universitat de Minnesota, es va convertir en membre de l'Orquestra Simfònica de Minneapolis el 1953, on va exercir com a assistent de viola principal durant sis anys.
Des de 1960 va ser membre de l'Orquestra de Filadèlfia sota Eugene Ormandy. Després de sis anys, ell i tres intèrprets de corda més es van separar de l'orquestra, havent fundat ja el "Philadelphia Quartet" a principis dels anys seixanta; de 1966 a 1986 va ser el quartet en residència a la Universitat de Washington. Amb aquest quartet de corda també es van fer llançaments discogràfics. El 1984 va fundar el Festival de Música Olímpica a la Península Olímpica a la costa nord-oest dels EUA. A "Trillium Woods Farm" també organitza "Concerts in the Barn" cada estiu des de 1985, un festival de música de cambra amb músics com el "Carpe Diem String Quartet" i els pianistes David Korevaar i Cameron Bennett.